# Liste der Biografien/Schmidt, B
Liste der Biografien |
Portal Biografien |
B Personensuche
# |
A |
B |
C |
D |
E |
F |
G |
H |
I |
J |
K |
L |
M |
N |
O |
P |
Q |
R |
S |
T |
U |
V |
W |
X |
Y |
Z |
?
 
Sa |
Sb |
Sc |
Sd |
Se |
Sf |
Sg |
Sh |
Si |
Sj |
Sk |
Sl |
Sm |
Sn |
So |
Sp |
Sq |
Sr |
Ss |
St |
Su |
Sv |
Sw |
Sy |
Sz
 
Sca–Sce |
Sch |
Sci–Scz
 
Scha |
Schc |
Schd |
Sche |
Schg |
Schi |
Schj |
Schk |
Schl |
Schm |
Schn |
Scho |
Schp |
Schr |
Schs |
Scht |
Schu |
Schv |
Schw |
Schy
 
Schma |
Schme |
Schmi |
Schmo |
Schmu |
Schmy
 
Schmic |
Schmid |
Schmie |
Schmig |
Schmik |
Schmil |
Schmin |
Schmir |
Schmis |
Schmit
 
Schmida |
Schmidb |
Schmide |
Schmidf |
Schmidg |
Schmidh |
Schmidi |
Schmidj |
Schmidk |
Schmidl |
Schmidm |
Schmidp |
Schmidr |
Schmids |
Schmidt |
Schmid, A |
Schmid, B |
Schmid, C |
Schmid, D |
Schmid, E |
Schmid, F |
Schmid, G |
Schmid, H |
Schmid, I |
Schmid, J |
Schmid, K |
Schmid, L |
Schmid, M |
Schmid, N |
Schmid, O |
Schmid, P |
Schmid, R |
Schmid, S |
Schmid, T |
Schmid, U |
Schmid, V |
Schmid, W |
Schmid, Y
 
Schmidt, A |
Schmidt, B |
Schmidt, C |
Schmidt, D |
Schmidt, E |
Schmidt, F |
Schmidt, G |
Schmidt, H |
Schmidt, I |
Schmidt, J |
Schmidt, K |
Schmidt, L |
Schmidt, M |
Schmidt, N |
Schmidt, O |
Schmidt, P |
Schmidt, R |
Schmidt, S |
Schmidt, T |
Schmidt, U |
Schmidt, V |
Schmidt, W |
Schmidt, Y |
Schmidtb |
Schmidtc |
Schmidte |
Schmidtg |
Schmidth |
Schmidti |
Schmidtk |
Schmidtl |
Schmidtm |
Schmidtn |
Schmidts
Die Liste der Biografien führt alle Personen auf, die in der deutschsprachigen Wikipedia einen Artikel haben. Dieses ist eine Teilliste mit 48 Einträgen von Personen, deren Namen mit den Buchstaben „Schmidt, B“ beginnt.

## Schmidt, B

### Schmidt, Ba
- Schmidt, Barbara (* 1967), deutsche Designerin
- Schmidt, Barbara, deutsche Medizinerin und Virologin
- Schmidt, Bärbel (* 1959), deutsche Textilpädagogin und Professorin für Textiles Gestalten an der Universität Osnabrück
- Schmidt, Bastienne (* 1961), deutsche Fotografin

### Schmidt, Be
- Schmidt, Beate (* 1955), deutsche Juristin, Richterin und Präsidentin des Bundespatentgerichts
- Schmidt, Beate (* 1966), deutsche Serienmörderin
- Schmidt, Benedict (1726–1778), deutscher Jurist
- Schmidt, Benjamin (* 1974), deutscher Jurist, Richter am Bundessozialgericht
- Schmidt, Benno (1826–1896), deutscher Mediziner und Hochschullehrer
- Schmidt, Bernd (1943–2024), deutscher Fußballspieler
- Schmidt, Bernd (1947–2016), österreichischer Schriftsteller, Komponist, Illustrator und Kulturjournalist
- Schmidt, Bernd (* 1958), deutscher Bühnen- und Medienverleger und Übersetzer
- Schmidt, Berndt (* 1964), deutscher Kulturmanager und IntendantBerndt Schmidt (* 1964)

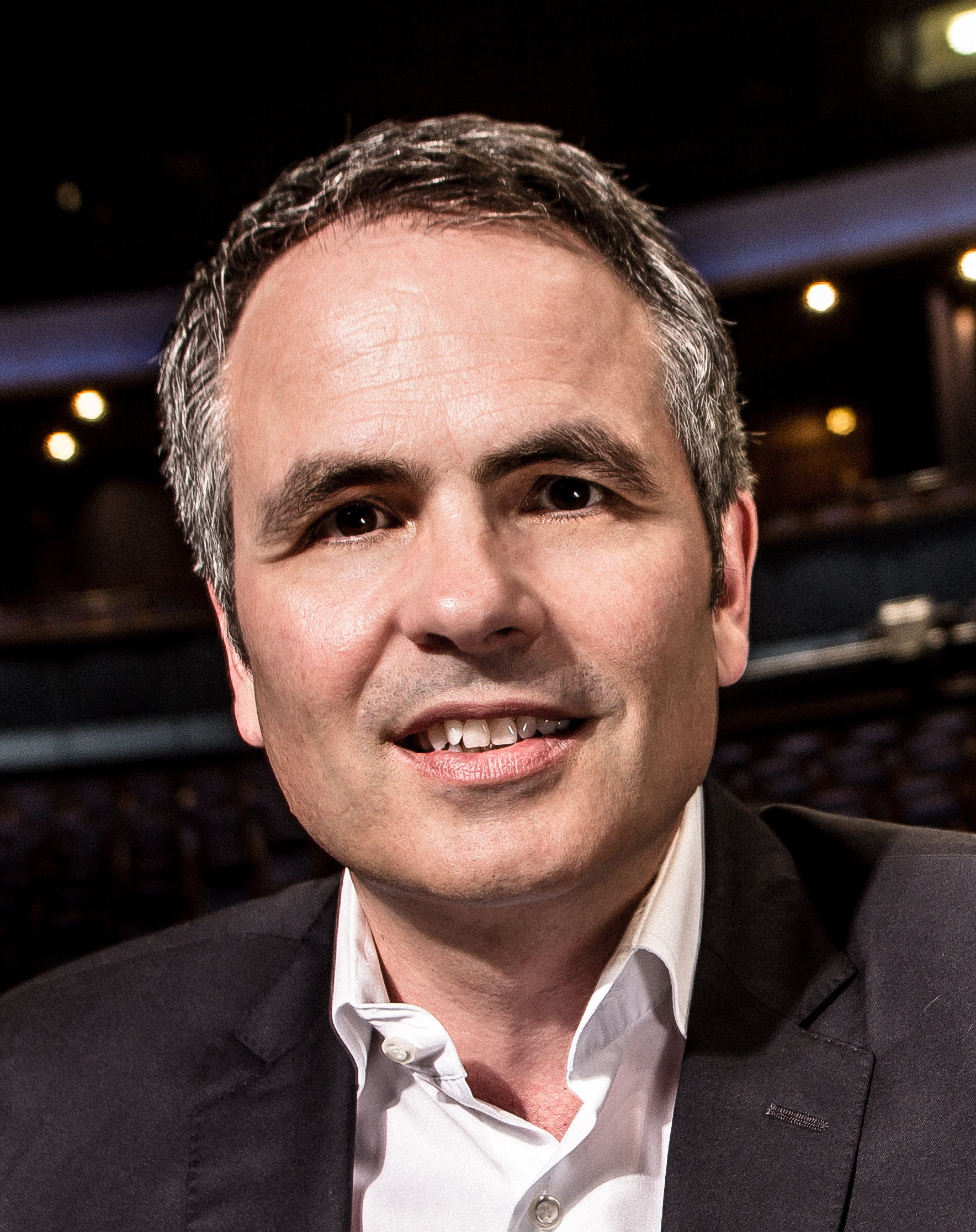
Berndt Schmidt (* 1964)

- Schmidt, Bernhard (1820–1870), deutscher Architektur- und Landschaftsmaler
- Schmidt, Bernhard (1825–1892), deutscher Opernsänger (Bass) und Theaterschauspieler
- Schmidt, Bernhard (1825–1887), deutscher Jurist, Rittergutsbesitzer und Politiker, MdR
- Schmidt, Bernhard (1837–1917), deutscher klassischer Philologe und Hochschullehrer
- Schmidt, Bernhard (1879–1935), estnisch-deutscher Optiker
- Schmidt, Bernhard (1890–1960), deutscher Lagerkommandant im KZ Lichtenburg und KZ Sachsenburg
- Schmidt, Bernhard (1906–2003), deutscher Arzt, Hygieniker und Hochschullehrer
- Schmidt, Bernhard (1909–2008), deutscher Ingenieur und Manager
- Schmidt, Bernhard F. (1904–1962), deutscher Filmproduzent und Herstellungsleiter
- Schmidt, Bernhard Gottlob (1822–1869), deutscher Jurist
- Schmidt, Bernward (* 1977), deutscher römisch-katholischer Theologe
- Schmidt, Berthold (1856–1929), deutscher Archivar und Historiker
- Schmidt, Berthold (1924–2014), deutscher Prähistoriker
- Schmidt, Bettina (1960–2019), deutsche Rennrodlerin
- Schmidt, Bettina (* 1965), deutsche Szenenbildnerin und Ausstatterin

### Schmidt, Bi
- Schmidt, Bianca (* 1990), deutsche FußballspielerinBianca Schmidt (* 1990)

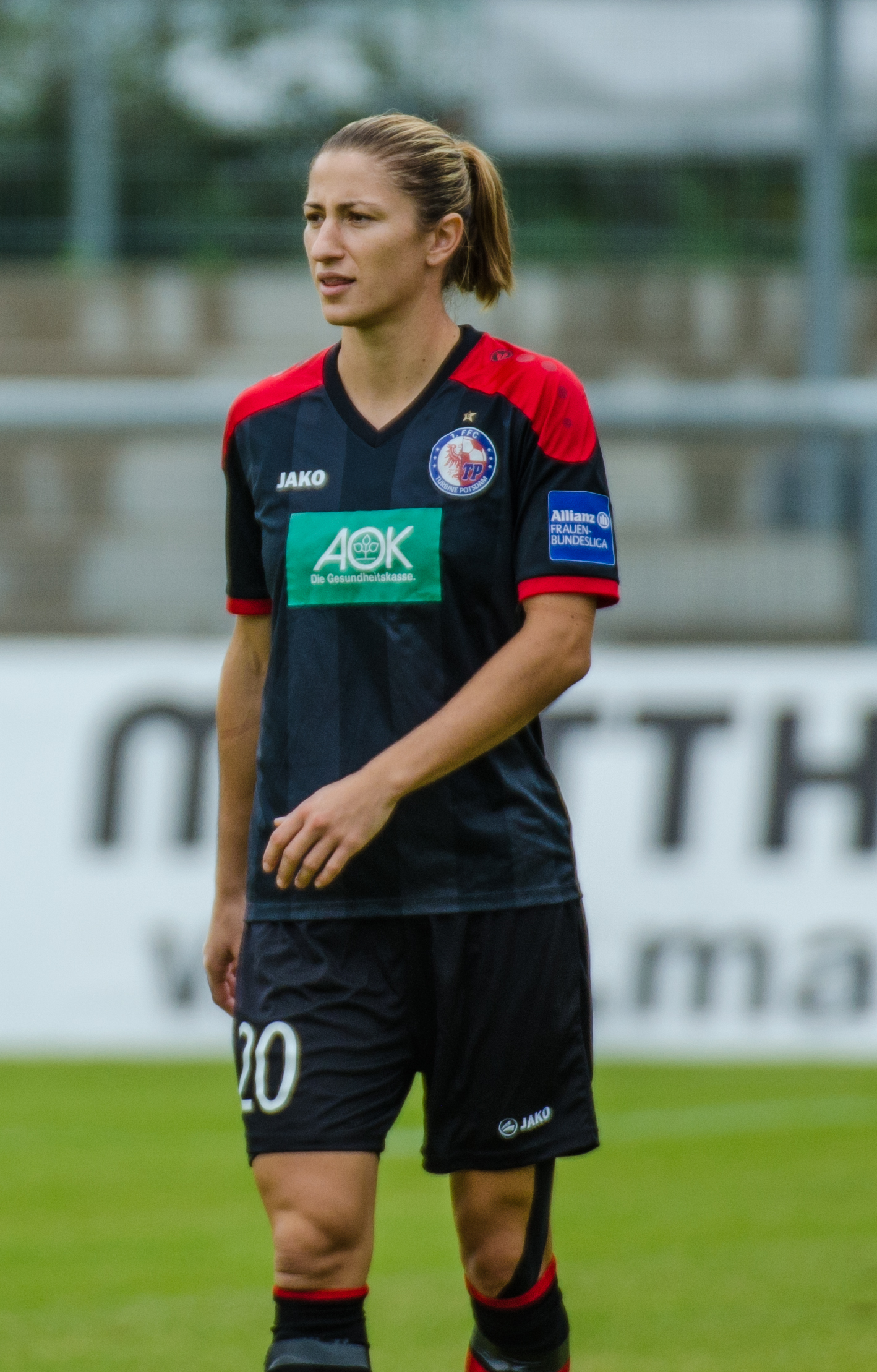
Bianca Schmidt (* 1990)

- Schmidt, Bill (* 1947), US-amerikanischer Leichtathlet
- Schmidt, Birger (* 1964), deutscher Erziehungswissenschaftler, Festivalgründer
- Schmidt, Birgit (* 1960), deutsche Literaturhistorikerin
- Schmidt, Birgit (* 1963), deutsche Mittel- und Langstreckenläuferin

### Schmidt, Bo
- Schmidt, Bobby (1923–2014), deutscher Musikproduzent und Musiker
- Schmidt, Bodo (* 1950), deutscher Schachspieler
- Schmidt, Bodo (* 1965), deutscher Fußballspieler
- Schmidt, Bodo (* 1967), deutscher Fußballspieler
- Schmidt, Boris (* 1962), Chemiker und Hochschullehrer
- Schmidt, Boris (* 1962), deutscher Sportfunktionär und ehemaliger Basketball-Schiedsrichter

### Schmidt, Br
- Schmidt, Branko (* 1957), kroatischer Drehbuchautor und Regisseur
- Schmidt, Brendan (* 1994), US-amerikanischer Volleyballspieler
- Schmidt, Brian P. (* 1967), US-amerikanisch-australischer AstronomBrian P. Schmidt (* 1967)

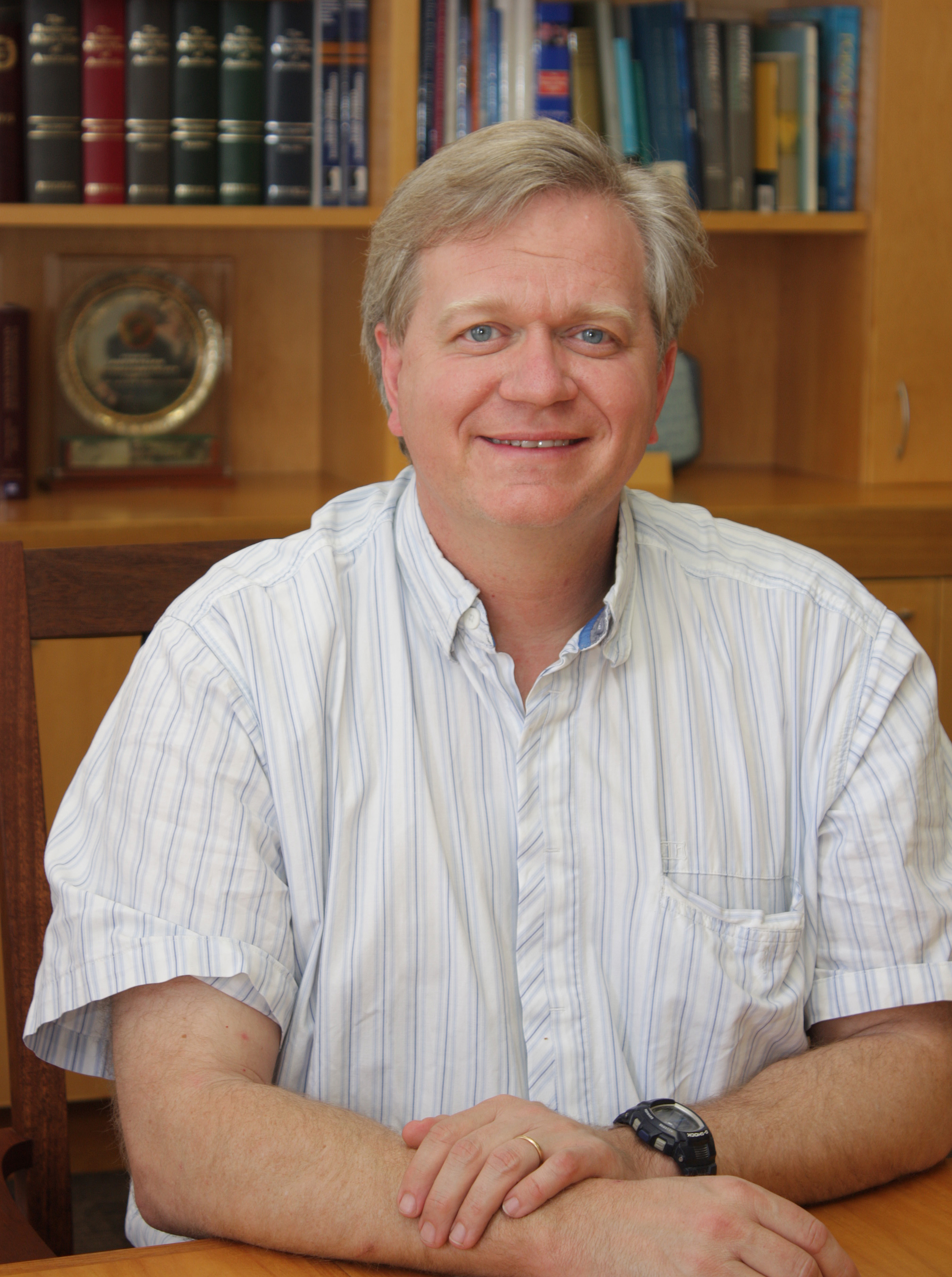
Brian P. Schmidt (* 1967)

- Schmidt, Bruno (1845–1910), Architekt und Stadtbaurat in Weimar
- Schmidt, Bruno (1924–2003), deutscher Politiker (CDU), MdL
- Schmidt, Bruno Oscar (* 1986), brasilianischer Beachvolleyballspieler, Weltmeister und Olympiasieger
- Schmidt, Bryan (* 1981), US-amerikanischer Eishockeyspieler

### Schmidt, Bu
- Schmidt, Burghart (1942–2022), deutscher Philosoph
- Schmidt, Burghart (* 1962), deutscher Historiker